# Phil Esposito
Philip Anthony Esposito (Sault Ste. Marie; 20 de febrero de 1942) es un exjugador de hockey sobre hielo canadiense.
Jugó dieciocho temporadas en la Liga Nacional de Hockey para los Chicago Black Hawks, Boston Bruins y New York Rangers.
Miembro de honor del Salón de la Fama del Hockey, es considerado uno de los mejores jugadores de todos los tiempos siendo a su vez hermano mayor de su compañero del Salón de la Fama Tony Esposito, fallecido en 2021.
Luego de retirarse como jugador, Esposito fue entrenador y gerente general del New York Rangers antes de cofundar el Tampa Bay Lightning. Trabajó para la NHL en Fox de 1995 a 1998.
Actualmente se desempeña como comentarista de radio en Tampa Bay.